# کوهولانولا
کوهولانولا (به لاتین: Koholanwela) یک منطقهٔ مسکونی در سری‌لانکا است که در استان مرکزی (سری‌لانکا) واقع شده‌است.